# Сухой Урей
Сухой Урей — сезонная река в России, протекает по Ельниковскому району Республики Мордовия. Левый приток Мокши.

## География
Берёт начало у деревни Новые Пичингуши. Течёт в северном направлении. Русло пересыхающее. Устье реки находится у деревни Вачеевки в 302 км по левому берегу реки Мокша. Длина реки составляет 14 км.

## Данные водного реестра
По данным государственного водного реестра России относится к Окскому бассейновому округу, водохозяйственный участок реки — Мокша от истока до водомерного поста города Темников, речной подбассейн реки — Мокша. Речной бассейн реки — Ока.
Код объекта в государственном водном реестре — 09010200112110000027827.